# Leichtathletik-Länderkampf der Frauen 1929 Deutschland – England
| 1. Leichtathletik-Länderkampf mit deutscher Beteiligung 1929 | 1. Leichtathletik-Länderkampf mit deutscher Beteiligung 1929 |
| ------------------------------------------------------------ | ------------------------------------------------------------ |
|                                                              |                                                              |
| Ländervergleich der Frauen: Deutschland – England            |                                                              |
| Austragungsort                                               | Düsseldorf                                                   |
| Wettbewerbe                                                  | 10                                                           |
| Datum                                                        | 17. August 1929                                              |
| 1. GER 2. ENG                                                | 53,5 Punkte 45,5 Punkte                                      |
| Chronik                                                      |                                                              |
| ← letzter LK 1928: 00GER-SUI (M)                             | GBR-GER (M) →                                                |

Das Leichtathletik-Länderkampfjahr 1929 startete mit dem zweiten Ländervergleich der deutschen Frauen. In der dreizehnten deutschen Länderbegegnung insgesamt traten die Athletinnen zum ersten Mal gegen England an. Es war die einzige Begegnung mit deutschem Heimrecht in dieser Saison, die am 17. August in Düsseldorf ausgetragen wurde. Deutschlands Frauen kamen mit 53,5 zu 45,5 Punkten zu ihrem ersten Sieg.

## Modus
Wie in Länderkämpfen mit zwei Nationen üblich war jedes Land in den einzelnen Disziplinen mit zwei Teilnehmerinnen vertreten. In der einzigen Staffel trat aus jedem Land ein Team an. In den Einzelwettbewerben erhielt jede Siegerin vier Punkte, die Zweitplatzierte drei und die Drittplatzierte zwei Punkte. Die Athletin auf dem vierten Rang kam mit einem Punkt in die Wertung. In der Staffeln brachte Platz eins sieben und Platz zwei drei Punkte.

## Legende
Kurze Übersicht zur Bedeutung der Symbolik – so üblicherweise auch in sonstigen Veröffentlichungen verwendet:
| k. A. | keine Angabe |

## Resultate

### 100 m
| Platz | Athlet        | Land | Zeit (s) |
| ----- | ------------- | ---- | -------- |
| 1     | Ivy Walker    | ENG  | 12,6     |
| 2     | Rose Thompson | ENG  | 12,7     |
| 3     | Lisa Gelius   | GER  | 12,8     |
| 4     | Rosa Kellner  | GER  | k. A.    |

### 200 m
| Platz | Athlet          | Land | Zeit (s) |
| ----- | --------------- | ---- | -------- |
| 1     | Detta Lorenz    | GER  | 26,1     |
| 2     | King            | ENG  | 26,3     |
| 3     | Leni Schmidt    | GER  | 26,7     |
| 4     | Winifred Weldon | ENG  | k. A.    |

### 800 m
| Platz | Athlet           | Land | Zeit (min) |
| ----- | ---------------- | ---- | ---------- |
| 1     | Marie Dollinger  | GER  | 2:23,2     |
| 2     | Ruth Christmas   | ENG  | 2:23,8     |
| 3     | Margarete Stramm | GER  | 2:25,8     |
| 4     | Violet Streater  | ENG  | k. A.      |

### 80 m Hürdenlauf
| Platz | Athlet         | Land | Zeit (s) |
| ----- | -------------- | ---- | -------- |
| 1     | Hilda Hatt     | ENG  | 12,3     |
| 2     | Emmi Haux      | GER  | 12,6     |
| 3     | Muriel Cornell | ENG  | 12,7     |
| 4     | Ruth Becker    | GER  | k. A.    |

### 4 × 100 m Staffel
| Platz | Besetzung       | Land                                                  | Zeit (s) |
| ----- | --------------- | ----------------------------------------------------- | -------- |
| 1     | England         | Rose Thompson Eileen Hiscock Daisy Ridgley Ivy Walker | 48,7     |
| 2     | Deutsches Reich | Rosa Kellner Lisa Gelius Detta Lorenz Emmi Haux       | 48,9     |

### Hochsprung
| Platz | Athlet          | Land | Höhe (m) |
| ----- | --------------- | ---- | -------- |
| 1     | Marjorie Okell  | ENG  | 1,51     |
| 1     | Inge Braumüller | GER  | 1,51     |
| 3     | Mary Milne      | ENG  | 1,47     |
| 4     | Selma Grieme    | GER  | 1,42     |

### Weitsprung
| Platz | Athlet            | Land | Weite (m) |
| ----- | ----------------- | ---- | --------- |
| 1     | Selma Grieme      | GER  | 5,69      |
| 2     | Muriel Cornell    | ENG  | 5,61      |
| 3     | Auguste Hargus    | GER  | 5,36      |
| 4     | Florence Matthews | ENG  | 4,64      |

### Kugelstoßen
| Platz | Athlet          | Land | Höhe (m) |
| ----- | --------------- | ---- | -------- |
| 1     | Grete Heublein  | GER  | 12,45    |
| 2     | Tilly Fleischer | GER  | 11,73    |
| 3     | Mary Weston     | ENG  | 09,95    |

### Diskuswurf
| Platz | Athlet          | Land | Weite (m) |
| ----- | --------------- | ---- | --------- |
| 1     | Tilly Fleischer | GER  | 37,95     |
| 2     | Grete Heublein  | GER  | 34,09     |
| 3     | Mary Weston     | ENG  | 34,00     |
| 4     | Marjorie Okell  | ENG  | 25,28     |

### Speerwurf
| Platz | Athlet         | Land | Weite (m) |
| ----- | -------------- | ---- | --------- |
| 1     | Auguste Hargus | GER  | 37,82     |
| 2     | Martha Jacob   | GER  | 34,73     |
| 3     | Mary Weston    | ENG  | 25,12     |
| 4     | Muriel Cornell | ENG  | 21,28     |